# Reichenau (Kärnten)

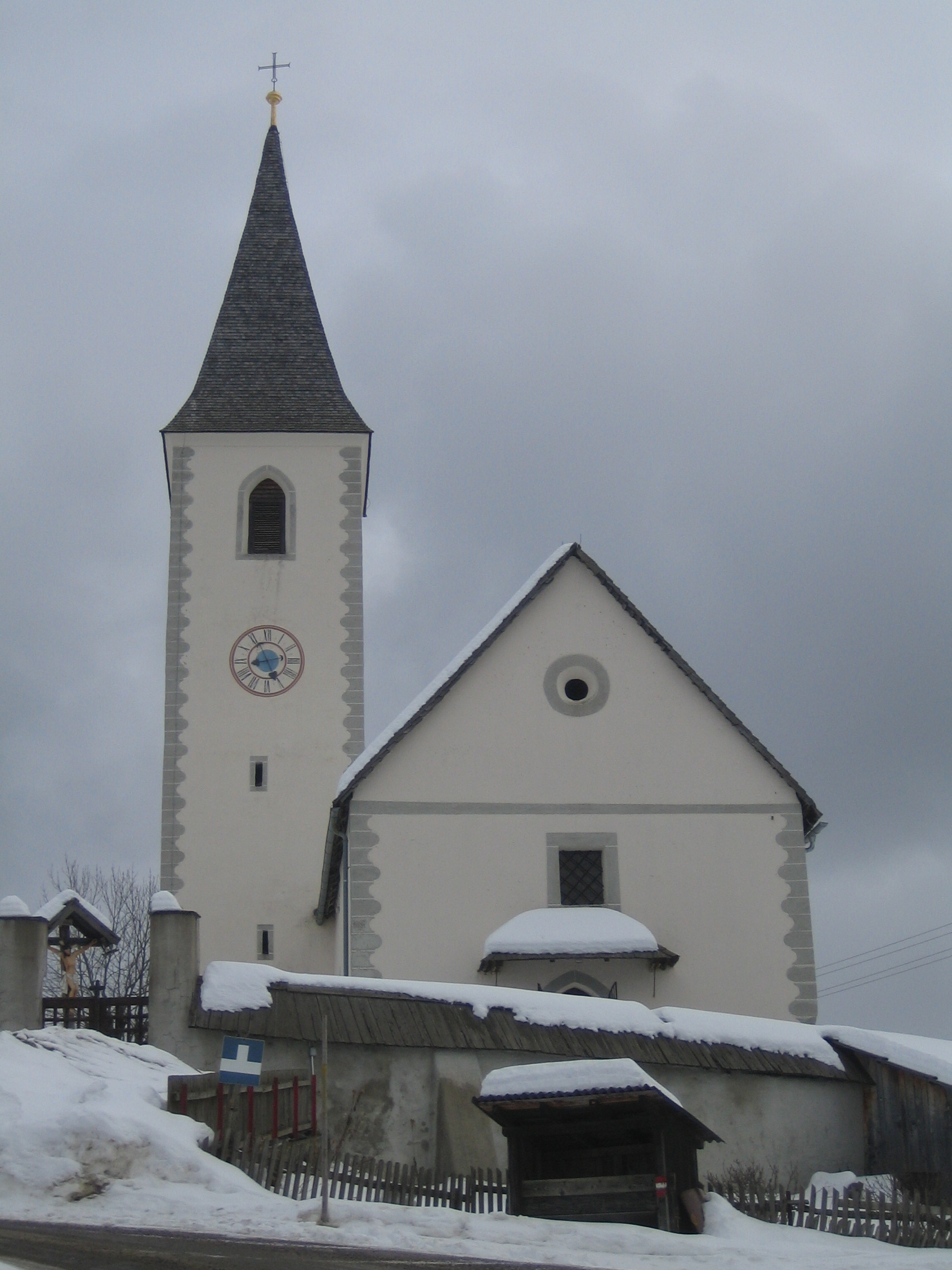
Pfarrkirche St. Lorenzen

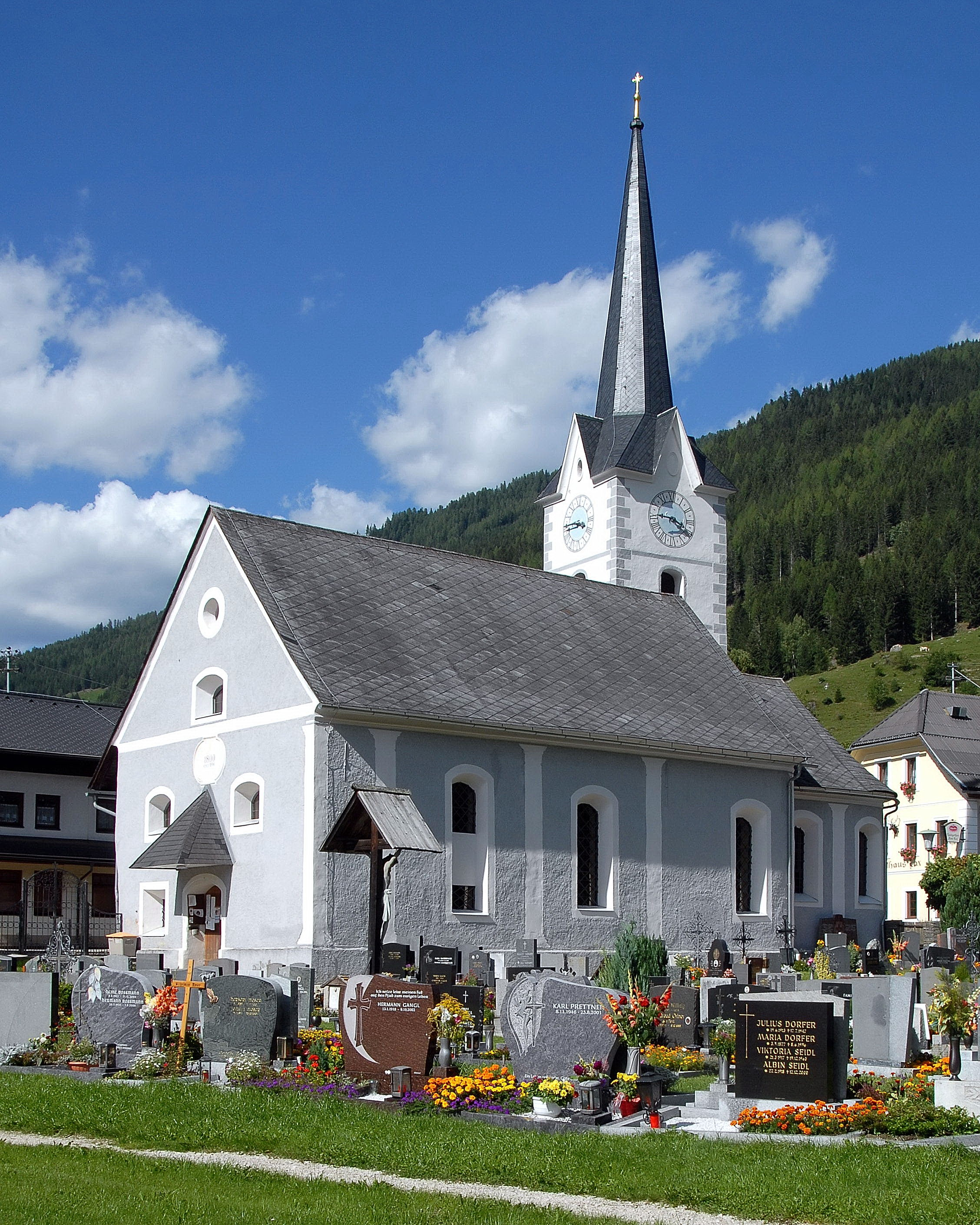
Pfarrkirche St. Martin in Ebene Reichenau

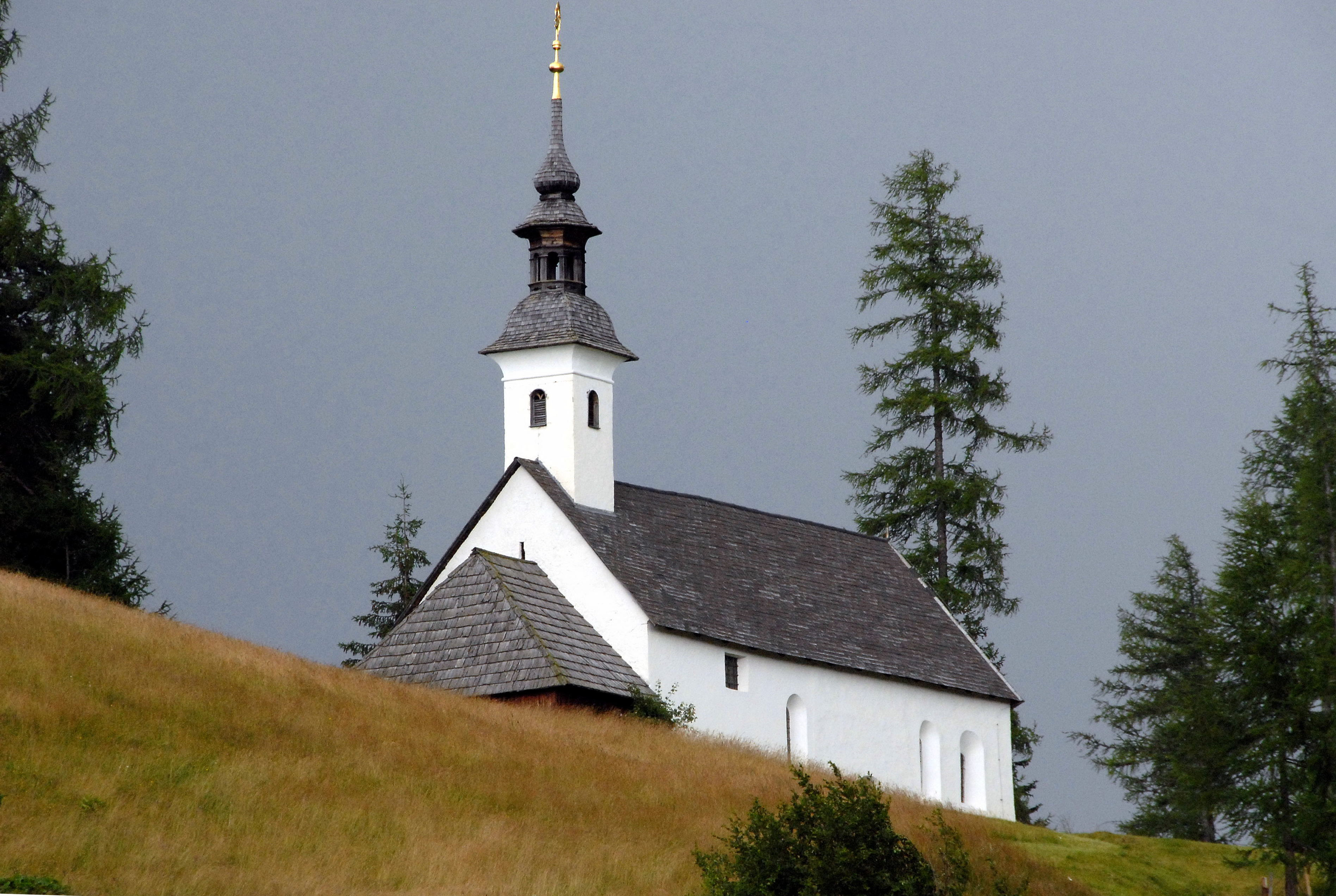
Filialkirche Heilige Anna bei Sankt Lorenzen

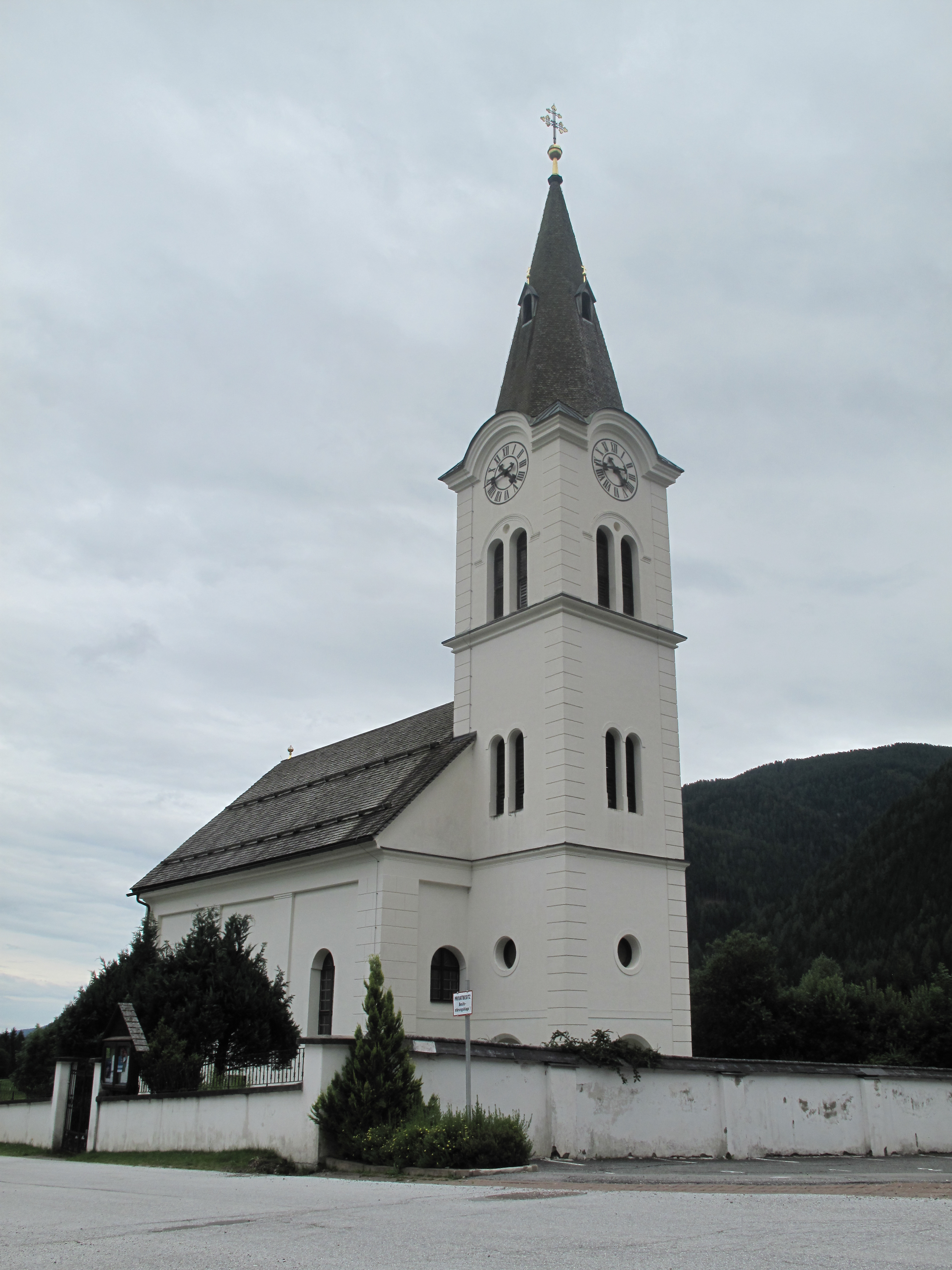
Evangelische Kirche Wiedweg

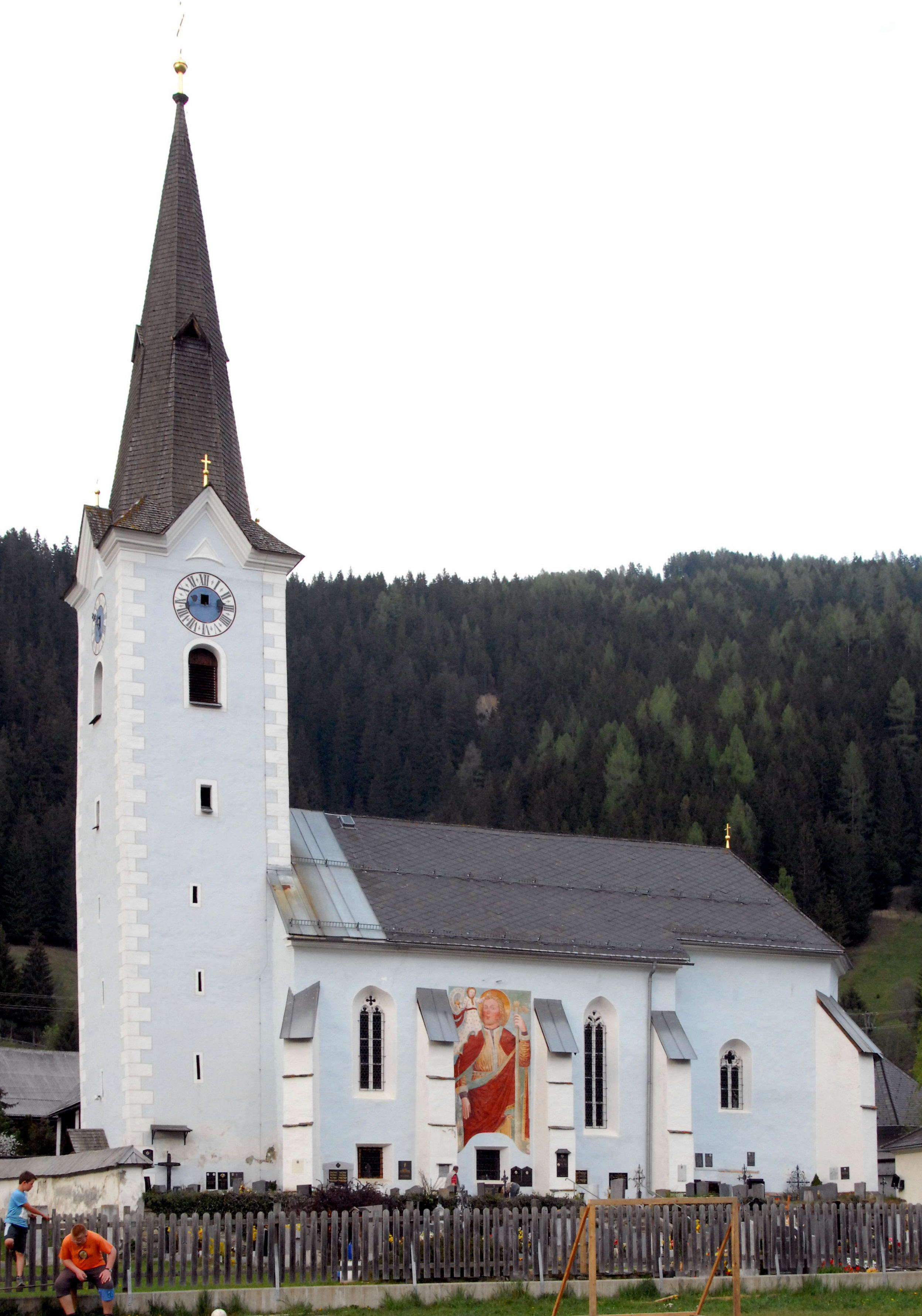
St. Margarethen

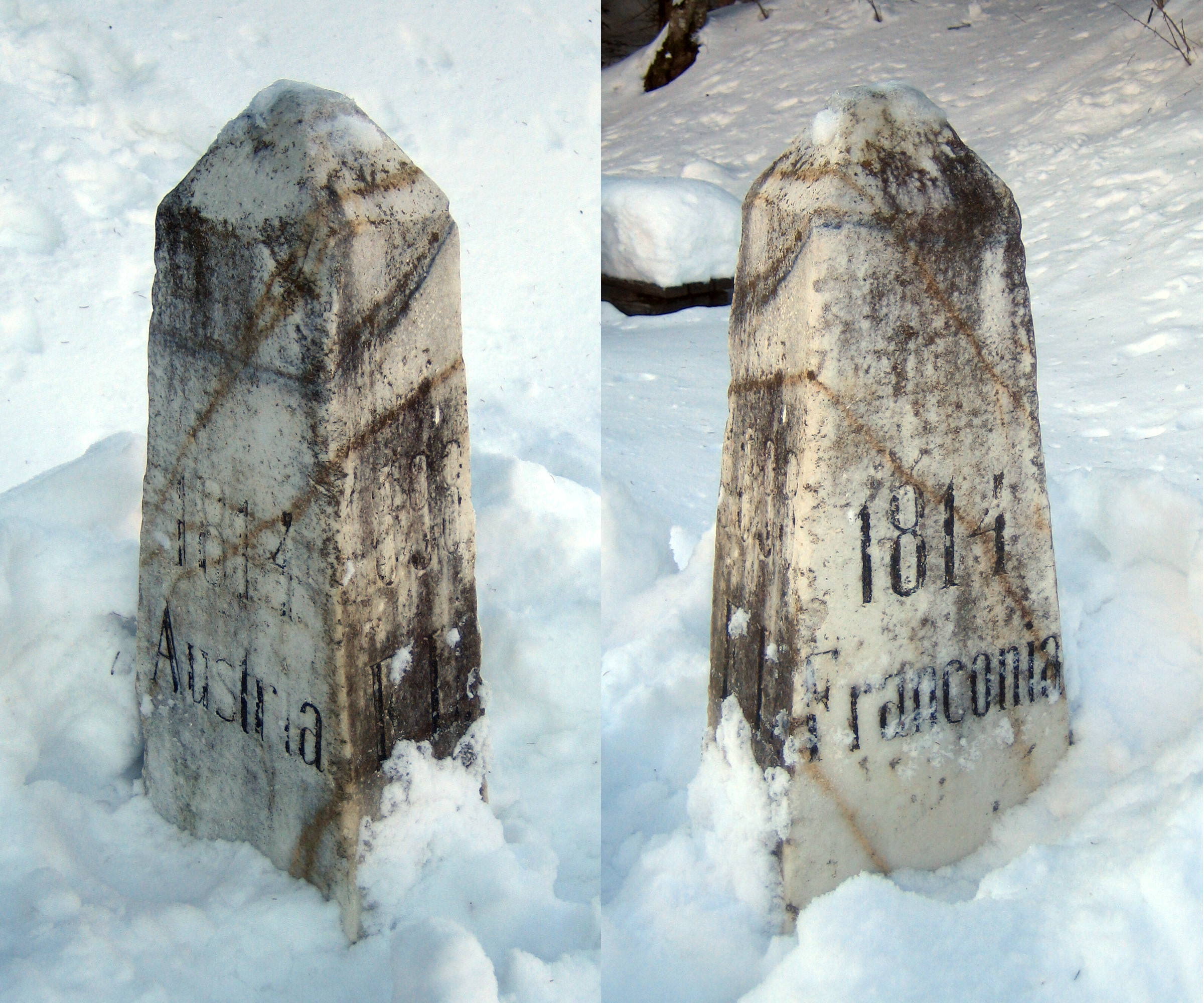
Grenzstein in Schuß

Reichenau ist eine Gemeinde mit 1753 Einwohnern (Stand 1. Jänner 2024) im Bezirk Feldkirchen in Österreich, im Bundesland Kärnten.

## Geographie
Die Gemeinde liegt in 1010 m (Gurk bei St. Margarethen) bis 2334 m (Rinsennock) Seehöhe in den Gurktaler Alpen. Sie deckt sich im Wesentlichen mit dem Einzugsgebiet der oberen Gurk und hat im Norden Anteil an der als Skigebiet bekannten Turracher Höhe und dem Turracher See, welche sich Reichenau mit der benachbarten steirischen Gemeinde Stadl-Predlitz teilt.

### Gewässer
Hauptfluss im Gemeindegebiet ist der Oberlauf der Gurk, die hier von mehreren kleinen Nebenflüssen gespeist wird.
Es gibt mehrere, meist kleine Seen in Reichenau, davon sind vor allem die Bergseen Turracher See in 1763 m und der Falkertsee in 1872 m Seehöhe als Ausflugsziele auch über die Gemeindegrenzen hinaus bekannt. Die beiden kleineren Seen Grünsee und Schwarzsee auf der Turracher Höhe liegen an beliebten Wanderwegen.

### Gemeindegliederung
Reichenau ist in fünf Katastralgemeinden (Ebene Reichenau, Sankt Lorenzen, Sankt Margarethen, Wiedweg und Winkl) gegliedert, die insgesamt folgende 21 Ortschaften umfassen (in Klammern Einwohnerzahl Stand 1. Jänner 2024):
| KG Ebene Reichenau    | KG Sankt Lorenzen   | KG Sankt Margarethen    | KG Wiedweg         | KG Winkl           |
| --------------------- | ------------------- | ----------------------- | ------------------ | ------------------ |
| Ebene Reichenau (324) | Sankt Lorenzen (15) | Lassen (12)             | Falkertsee (38)    | Saureggen (26)     |
| Hinterkoflach (86)    |                     | Mitterdorf (81)         | Plaß (36)          | Turracherhöhe (98) |
| Lorenzenberg (32)     |                     | Patergassen (235)       | Rottenstein (51)   | Winkl (107)        |
| Schuß (44)            |                     | Sankt Margarethen (103) | Seebach (31)       |                    |
| Waidach (12)          |                     | Wiederschwing (48)      | Vorderkoflach (76) |                    |
|                       |                     |                         | Vorwald (227)      |                    |
|                       |                     |                         | Wiedweg (71)       |                    |
Eine weitere Ortslage ist die Rotte Berg in der Ortschaft Winkl.

### Nachbargemeinden
|                    | Stadl-Predlitz (St.)                        |        |
| Bad Kleinkirchheim | Kompassrose, die auf Nachbargemeinden zeigt | Albeck |
|                    | Arriach                                     | Gnesau |

## Geschichte
Die Gurktaler Alpen waren bis zur Bronzezeit unbesiedelt. In Ebene Reichenau deutet eine alte Eisengrube auf eine Ansiedlung in keltisch-römischer Zeit hin und der Flussname von Gurk erinnert an vorrömische Besiedlung. Zur Zeit des Noricums war das Gurktal teilweise von römischen Kolonialisten bewohnt, darauf, dass sie auch im Gebiet der heutigen Gemeinde Reichenau siedelten, gibt es allerdings keine Hinweise. Gegen Ende der Völkerwanderungen im ausgehenden 6. Jahrhundert zogen sich die Keltoromanen, bedrängt von slawischen Siedlern, auch in abgelegenere Täler zurück. Auf erste slawische Orte deutet die Endung „itz“ im Ortsnamen hin, so etwa die nahe Reichenau gelegenen Sirnitz und Flattnitz. Das Obere Gurktal war aber noch im 9. Jahrhundert, als entlang der Gurk bereits Ortschaften wie Gurk und Orte um Straßburg genannt wurden, fast unbewohnt.
Um das Jahr 1000 kamen baierische Siedler nach Kärnten, durch Schenkungen gelangten große Teile in Kirchenbesitz und in die Hand von Klöstern. Der Besitz des Stifts Millstatt reichte bis ins Obere Gurktal. Hier wurden im 10., 11. und 12. Jahrhundert erste Waldrodungen durchgeführt, es entstanden die ersten geschlossenen Ansiedlungen, darunter Gnesau (1160 erstmals erwähnt).
Um 1200 wurde der Lorenzenberg erschlossen, der Vorgängerbau der heutigen Pfarrkirche St. Lorenzen wurde 1216 geweiht. Der sumpfige Talboden wurde erst nach 1300 kultiviert und besiedelt. So wurde Reichenau erst 1332 erstmals urkundlich erwähnt, der Name deutet auf eine Erschließung des Gebiets durch Brandrodung („Räuchn“) hin. Für die Zeit davor sind verschiedene Besiedlungen nachweisbar; bis 1300 lässt sich eine Rodungstätigkeit bis zur Ortschaft Vorwald feststellen, deren Name daher rührt.
Die Pfarre Sankt Lorenzen (die höchstgelegene Pfarre Kärntens auf einer Seehöhe von 1460 m, mit Wehrkirche im Ort und, etwas abgelegen, romanische Wallfahrtskirche St. Anna) wurde 1633 selbstständig. Zur Bildung der Steuergemeinden Winkl-Reichenau, Ebene Reichenau, St. Margarethen und Wiedweg kam es erst im Jahr 1829. Diese wurden 1849 zunächst dem Bezirk Feldkirchen angegliedert, 1850 bildete sich die Gemeinde Reichenau.
Die evangelische Kirche in Wiedweg wurde 1845 als Toleranzbethaus errichtet.
Im Jahr 1928 wurde ein Autobusverkehr auf die Turracher Höhe eingerichtet. Seit dieser Zeit entwickelte sich in Reichenau der moderne Fremdenverkehr.

## Bevölkerung
Laut Volkszählung 2001 hatte Reichenau 2.029 Einwohner, davon 97,0 % österreichische Staatsbürger. 79,9 % der Bevölkerung bekannten sich zur römisch-katholischen, 15,8 % zur evangelischen Kirche und 3,6 % waren ohne religiöses Bekenntnis.

## Kultur und Sehenswürdigkeiten
- Die heutige Pfarrkirche Hl. Martin am südlichen Ortsende von Ebene Reichenau wurde 1384 anlässlich der Weihe einer Kapelle Hll. Andreas und Martin erstmals urkundlich erwähnt. St. Martin war bis 1754 Filiale von St. Lorenzen und erhielt erst dann ein eigenes Vikariat, 1812 wurde sie Pfarrkirche. Der die Kirche umgebende Friedhof wurde 1806 geweiht. Der heutige Kirchenbau wurde Mitte des 18. Jahrhunderts im spätbarocken Stil errichtet. Der an den Chor angestellte Turm hat rundbogige Schallöffnungen und ein Pyramidenspitzdach.[3]
- Die Pfarrkirche Hl. Laurentius in der in 1477 m Seehöhe gelegenen Ortschaft St. Lorenzen ist die höchstgelegene Pfarre Kärntens. Urkundlich belegt ist eine im Jahr 1216 geweihte Capella S. Mariae et S. Laurentii in alpibus. Die Kirche ist ein im Kern romanischer und gotischer Bau des 14. Jahrhunderts, der im letzten Viertel des 18. Jahrhunderts in barockem Stil verändert wurde. Der Nordturm hat spitzbogige Schallöffnungen und ein Pyramidendach. Das spitzbogige Westportal ist mit der Jahreszahl 1787 bezeichnet.[4]
- Die Kirche Hl. Margaretha in St. Margarethen wurde 1307 erstmals urkundlich und 1433 als Pfarrkirche genannt. In ihrer heutigen Gestalt wurde sie im gotischen Stil Ende des 15. Jahrhunderts errichtet. Sie besitzt einen quadratischen Vorhallenturm mit spitzgiebeligem Turmhelm aus dem 19. Jahrhundert. An der Nordseite des leicht eingezogenen Chors ist eine Sakristei angebaut. An der Südfassade wurde im 15. Jahrhundert ein Wandbild des Hl. Christopherus angebracht.[5]
- Die Evangelische Pfarrkirche in Wiedweg wurde erstmals 1787 als Filiale zu St. Margarethen oder Wiederschwing genannt. Wiedweg war bis 1898 Filiale von Feld am See, anschließend bis 1950 von Gnesau, seit 1954 ist Wiedweg eigenständige Pfarre. Die heutige Kirche wurde 1844 vom Villacher Baumeister Simon Pirker errichtet.[6]
- Die Filialkirche Hl. Anna oberhalb von St. Lorenzen ist ein später barockisierter, ursprünglich gotischer Bau des 14. Jahrhunderts. Sie wurde Ende des 18. Jahrhunderts nach Westen verlängert, mit einem Dachreiter mit rundbogiger Schallöffnung sowie einem zierlichen Zwiebelturm versehen. Die Baunaht ist sowohl an der Nord- als auch an der Südseite noch gut erkennbar.[7]
- An der Straße auf die Turrach befindet sich in Höhe der Ortschaft Winkl die Teufelsbrücke. Das steingemauerte, 1893 an Stelle einer älteren Steinbrücke errichtete Bauwerk führt über die Schlucht des Stangenbachs. Nachdem sie den Ansprüchen des Autoverkehrs nicht mehr gerecht werden konnte, wurde sie 1978 durch eine breitere Eisenbetonbrücke als Verkehrsweg ersetzt; ein Teil des älteren Bauwerks ist jedoch heute noch zu sehen.[8]
- Südwestlich von Ebene Reichenau, in der Ortschaft Schuß, befindet sich ein Grenzstein (bez. 1814), der nach den Napoleonischen Kriegen die Grenze zwischen Illyrien und dem Kaiserreich Österreich markierte.
- Reptilienzoo Nockalm in Patergassen
- Der Hochsinner, Kärntens höchstgelegener Bauernhof liegt auf einer Höhe von 1616 m ü. A.[9]

## Wirtschaft und Infrastruktur

### Wirtschaftssektoren
Die folgende Tabelle zeigt die Entwicklung der Anzahl der Betriebe und der Beschäftigten in den Wirtschaftssektoren:
| Wirtschaftssektor            | Anzahl Betriebe | Anzahl Betriebe | Anzahl Betriebe | Erwerbstätige | Erwerbstätige | Erwerbstätige |
| Wirtschaftssektor            | 2021            | 2011            | 2001            | 2021          | 2011          | 2001          |
| ---------------------------- | --------------- | --------------- | --------------- | ------------- | ------------- | ------------- |
| Land- und Forstwirtschaft 1) | 58              | 115             | 127             | 73            | 87            | 60            |
| Produktion                   | 17              | 17              | 9               | 83            | 79            | 49            |
| Dienstleistung               | 106             | 97              | 85              | 511           | 448           | 383           |

1) Betriebe mit Fläche in den Jahren 2010 und 1999, Arbeitsstätten im Jahr 2021

### Verkehr
Das obere Gurktal wird von der auch als Turracher Straße bezeichneten ehemaligen Bundesstraße 95 in Nord-Süd-Richtung durchzogen, die das Murtal im Norden mit dem Klagenfurter Becken verbindet. Zwischen Patergassen und Wiedweg zweigt die Kleinkirchheimer Straße B 88 als Verbindung über Kleinkirchheim nach Radenthein verläuft, in westlicher Richtung von ihr ab. Von Ebene Reichenau führt die L 65 über Sirnitz in das mittlere Gurktal (Gurktal Straße B 93), von dem das obere Gurktal durch die Enge Gurk, eine nicht für den Straßenverkehr ausgebaute Klamm, getrennt ist. In Winkl zweigt die Nockalmstraße ab, die in die Innerkrems und über die L 19 ins Katschtal führt. Durch das Gemeindegebiet führt mit dem Salzsteigweg 09 ein österreichischer Weitwanderweg.

### Tourismus
Durch die Schigebiete Turracher Höhe und Falkert im Gemeindegebiet sowie die Nähe zu jenen in Kleinkirchheim und Hochrindl spielt der Winterfremdenverkehr eine gewisse Rolle, durch die Lage in den Nockbergen am östlichen Rand des Biosphärenparks Salzburger Lungau und Kärntner Nockberge, dessen Verwaltung in der Ortschaft Ebene Reichenau ihren Sitz hat, auch der Sommertourismus.
Die Anzahl der Übernachtungen liegt bei rund 200.000 im Jahr. Reichenau hat zwei etwa gleich starke Saisonen mit Spitzen im Februar und im August.

## Politik

### Gemeinderat
Der Gemeinderat von Reichenau hat 15 Mitglieder.
- Mit den Gemeinderatswahlen 2015 hatte er folgende Verteilung: 7 SPÖ, 5 FPÖ und 3 ÖVP.[15]
- Mit den Gemeinderatswahlen 2021 hat er folgende Verteilung: 7 SPÖ, 5 ÖVP und 3 FPÖ.[16]

### Bürgermeister
- seit 2001 Karl Lessiak (SPÖ)[17]

### Wappen
Das Reichenauer Wappen, das der Gemeinde am 20. Jänner 1986 von der Kärntner Landesregierung verliehen wurde, vereinigt sinnfällig Elemente der Kulturgeschichte und des Naturraumes: Es zeigt die im Jahr 1216 geweihte und damit auf dem Gemeindegebiet urkundlich älteste Kirche von St. Lorenzen sowie auf der hinteren Schildhälfte mit dem Stängellosen Enzian (Gentiana acaulis) eine für die Almlandschaft des Nockgebiets (welche im Schild durch den grünen Berg zum Ausdruck kommt) typische Pflanze. Der Entwurf stammt von Wilhelm Wadl und Alexander Exax.
Die amtliche Blasonierung des Wappens lautet:
„Über grünem Berg von Rot und Silber gespalten, rechts auf dem Berg hinter einer nach links steigenden silbernen, schwarz überdachten Mauer eine silberne, schwarz gedeckte und schwarz geöffnete gotische Kirche mit bis unter den Hauptrand reichendem Turm, links ein aus drei grünen Blättern wachsender stengelloser Enzian schwebend mit silbernem Stempel.“
Die Fahne ist Rot-Weiß mit eingearbeitetem Wappen.

### Partnergemeinde
- Nersingen, Deutschland (seit Mai 2009)[19]

## Persönlichkeiten

### Söhne und Töchter der Gemeinde
- Josef Lax (1824–1895), Land- und Gastwirt, Politiker, Mitglied des Abgeordnetenhauses 1867–1870, 1871–1873[20]
- Peter Lax (1830–1893), Land- und Gastwirt, Politiker, Mitglied des Abgeordnetenhauses 1879–1885, 1887–1891[21]
- Matthias Maierbrugger (1913–1991), Heimatforscher und Autor, wurde in Berg geboren
- Erika Molny (1932–1990), Autorin, wurde in Patergassen geboren
- Siegfried Grabner (* 1975), Snowboard-Welt- und Europameister sowie Olympiateilnehmer, stammt aus Saureggen

### Mit der Gemeinde verbundene Persönlichkeiten
- Adrian Pertl, österreichischer Skirennläufer